# Passió (pel·lícula de 1954)
Passió (títol original: Passion) és una pel·lícula western estatunidenca de 1954 dirigida per Allan Dwan i escrita per Howard Estabrook, Beatrice A. Dresher i Joseph Lejtes. La pel·lícula és protagonitzada per Cornel Wilde, Yvonne De Carlo, Raymond Burr i Lon Chaney Jr., i es va estrenar el 6 d'octubre de 1954 per RKO Pictures. Està doblada al català.

## Argument
Un cobdiciós terratinent de Califòrnia reclama la propietat de Gaspar Melo, enviant mercenaris per prendre el control. El ramader Juan Obreon, s'assabenta que la néta de Melo, la Rosa, ha donat a llum un nadó. En Juan és el pare del nen i té la intenció de casar-se amb la Rosa, però aquesta es veu obligada a amagar el seu nou fill abans que en Sandro, un dels mercenaris, li dispari.
La Rosa té una germana bessona, la Tonya, que fuig abans que en Sandro o el seu home, en Castro, puguin trobar-la. El capità Rodríguez, un amic d'en Juan, s'implica quan aquest busca venjança matant els homes del nou propietari de la terra. Gràcies a la intervenció del capità, en Juan és capaç de viure en pau amb la Tonya i el seu fill.

## Repartiment
- Cornel Wilde com Juan Obreon
- Yvonne De Carlo com Rosa Melo / Tonya Melo
- Raymond Burr com capità Rodriguez
- Lon Chaney Jr. com Castro
- Rodolfo Acosta com Salvator Sandro
- John Qualen com Gaspar Melo
- Anthony Caruso com Sergeant Muñoz
- Robert Warwick com Padre
- John Dierkes com Escobar
- Alex Montoya com Manuel
- James Kirkwood, Sr. com Don Rosendo
- Frank de Kova com Martinez

## Producció
La pel·lícula es coneixia com Where the Wind Dies . El càsting de Cornel Wilde es va anunciar el març de 1954 amb Benedict Bogeaus per produir per Filmcrest Productions i Harmon Jones per dirigir--la. Yvonne De Carlo va signar per interpretar la seva coprotagonista.

Finalment va dirigir-la Allan Dwan. Va ser una d'una sèrie de pel·lícules que Dwan va fer per al productor Benedict Bogeaus. El director va dir:
No vaig pensar gaire en la història: va ser un assumpte artificiós, però el tiroteig va ser una de les nostres manipulacions empresarials més intel·ligents. Vam llogar uns magnífics sets espanyols que Warner Bros havia construït per a una gran pel·lícula, i després ens vam traslladar a Universal i vam utilitzar molts dels seus escenaris. Així que vam aconseguir una producció magnífica per molt pocs diners.